# Tipula (Eumicrotipula) miranha
Tipula (Eumicrotipula) miranha is een tweevleugelige uit de familie langpootmuggen (Tipulidae). De soort komt voor in het Neotropisch gebied.